# Rincon, Bonaire
Rincon är en ort på ön Bonaire i Karibiska Nederländerna. Den är belägen på den nordvästra delen av ön, i en dal, cirka 12 kilometer nordväst om Kralendijk. Orten hade 1 875 invånare (2017).
Orten grundades av spanska bosättare 1527, vilket gör Rincon till den äldsta bosättningen i Nederländska Karibien.